# 専業主婦論争
専業主婦論争（せんぎょうしゅふろんそう）とは、勤労女性の側から専業主婦の側に向けられた批判をきっかけにして、女性の生き方や仕事との関係をめぐって起きた論争を指す。

## 概要
1990年代、石原里紗による著書『ふざけるな専業主婦―バカにバカと言って、なぜわるい! 』 の出版をきっかけに論争に火がついた。またこの論争に女性学の学者も参加して、他に類書を生むこととなった。
論争の経過の中で女性の自立を促すフェミニズムをも、石原里紗が「腐れフェミニズム」と批判するに至り、これによってフェミニストとの対立も生まれ、この論争は下火となっている。

## 年表
- 1996年、『フェミニズムはどこへ行ったのか―「主婦」解体論から主婦別姓まで』が出版される。
- 1998年、石原里紗が『ふざけるな専業主婦―バカにバカと言って、なぜわるい! 』発表。
- 2002年、『夫と妻のための新・専業主婦論争』（中央公論新社）が出版される。

## 関連文献
- 上野千鶴子 編『主婦論争を読む I 全記録』勁草書房 ISBN 432665032X
- 妙木忍『女性同士の争いはなぜ起こるのか　主婦論争の誕生と終焉』青土社、2009年10月、ISBN 978-4791765034